# Saison 2015 des Yankees de New York
La saison 2015 des Yankees de New York est la 115e saison en Ligue majeure de baseball pour cette franchise.
Avec 3 victoires de plus qu'en 2014, les Yankees de New York se qualifient en 2015 pour leurs premières séries éliminatoires depuis 2012. Avec 87 succès et 75 défaites, ils se classent deuxièmes de la division Est de la Ligue américaine, six matchs derrière les meneurs, Toronto. De retour après avoir été suspendu un an par la ligue, Alex Rodriguez, 40 ans, frappe 33 circuits pour se hisser au 4e de l'histoire, et devient le 29e joueur à atteindre les 3 000 coups sûrs en carrière.
Les Yankees marquent en 2015 le second plus haut total de points du baseball majeur après Toronto et frappent le 4e plus haut total de circuits, mais leur offensive ralentit considérablement en seconde moitié de saison, et ils gagnent 29 matchs contre 31 défaites à partir du 1er août. Blanchis 3-0 par les Astros de Houston, les Yankees sont éliminés lors du match de meilleur deuxième de la Ligue américaine. 
En cours d'année, les Yankees retirent les numéros de trois anciens joueurs : le 51 porté entre 1991 et 2006 par Bernie Williams est retiré lors d'une cérémonie au Yankee Stadium le 24 mai 2015. Le numéro 20 porté de 1995 à 2011 par Jorge Posada est retiré le 20 août. Le 23 août, c'est tour du numéro 46 d'Andy Pettitte, joueur des Yankees pendant 15 saisons entre 1995 et 2013. Une plaque commémorative est apposée au mur du champ centre le 20 juin pour honorer Willie Randolph.

## Contexte
Les Yankees remportent en 2014 une victoire de moins qu'en 2013 et complètent leur année avec 84 victoires et 78 défaites, au second rang de la division Est de la Ligue américaine, 12 matchs derrière les meneurs, les Orioles de Baltimore. Ratant les séries éliminatoires par 4 victoires, ils en sont écartés pour une deuxième saison de suite, ce qui ne s'était pas produit depuis les années 1992 et 1993.

## Intersaison
Le receveur Francisco Cervelli est cédé aux Pirates de Pittsburgh le 12 novembre 2014 en échange du lanceur de relève gaucher Justin Wilson.
Le 5 décembre 2014, les Yankees trouvent le successeur de Derek Jeter, leur joueur d'arrêt-court des 19 saisons précédentes, lorsque Didi Gregorius est acquis des Diamondbacks de l'Arizona. L'échange à trois clubs implique aussi les Tigers de Détroit, qui reçoivent le seul joueur cédé par New York dans cette transaction, le lanceur de relève droitier Shane Greene.
Le joueur de troisième but Chase Headley, acquis des Padres de San Diego en juillet 2014, devient agent libre et signe le 15 décembre suivant un contrat de 4 saisons avec les Yankees, et ce même si le club new-yorkais compte en 2015 sur le retour du troisième but Alex Rodriguez, qui a terminé sa suspension de 162 parties pour dopage. Le 19 décembre 2014, les Yankees échangent le troisième but Martín Prado et le lanceur droitier David Phelps aux Marlins de Miami contre le lanceur partant droitier Nathan Eovaldi, le joueur de premier but Garrett Jones et le lanceur droitier Domingo German.
Le releveur gaucher Andrew Miller, après une excellente année partagée entre Boston et Baltimore, signe un contrat de 36 millions de dollars pour 4 saisons avec les Yankees le 5 décembre 2014. L'enclos de relève perd par contre le droitier David Robertson. Celui qui a joué ses 7 premières saisons dans le Bronx signe quelques jours plus tard pour 4 ans et 46 millions avec les White Sox de Chicago. La semaine suivante, c'est au tour du lanceur partant droitier Brandon McCarthy de quitter après une convaincante demi-saison à New York : il accepte les 48 millions pour 4 saisons offerts par les Dodgers de Los Angeles.
Après trois bonnes années chez les Yankees, le lanceur partant droitier Hiroki Kuroda décide de terminer sa carrière au Japon. Son compatriote Ichiro Suzuki devient joueur autonome et les Yankees n'ont pas l'intention de retenir les services du légendaire joueur de champ extérieur.
Le vétéran lanceur gaucher Chris Capuano et le voltigeur réserviste Chris Young, tous deux arrivés chez les Yankees en cours d'année 2014, deviennent agents libres mais signent rapidement un contrat avec le club. Le releveur droitier Andrew Bailey, qu'une opération à l'épaule a tenu à l'écart du jeu en 2014, signe une entente des ligues mineures avec les Yankees.
Le 1er janvier 2015, les Braves d'Atlanta transfèrent aux Yankees les releveurs droitiers David Carpenter et Chasen Shreve en retour du lanceur gaucher Manny Banuelos.
Le 16 janvier 2015, les Yankees accordent un nouveau contrat d'un an à l'arrêt-court Stephen Drew.

## Calendrier pré-saison
L'entraînement de printemps 2015 des Yankees se déroule du 3 mars au 4 avril.

## Saison régulière
La saison régulière de 162 matchs des Yankees débute le 6 avril par la visite au Yankee Stadium des Blue Jays de Toronto et se termine le 4 octobre suivant. Le match d'ouverture local au Progressive Field de Cleveland est joué le 10 avril contre les Tigers de Détroit.

### Classement
| Ligue américaine division Est | V  | D  | %    | Diff. | Diff. (séries) |
| ----------------------------- | -- | -- | ---- | ----- | -------------- |
| Blue Jays de Toronto          | 93 | 69 | ,574 | -     | -              |
| Yankees de New York           | 87 | 75 | ,537 | 6     | +1             |
| Orioles de Baltimore          | 81 | 81 | ,500 | 12    | 5              |
| Rays de Tampa Bay             | 80 | 82 | ,494 | 13    | 6              |
| Red Sox de Boston             | 78 | 84 | ,481 | 15    | 8              |

### Mai
- 1er mai : Alex Rodriguez frappe à Fenway Park contre Junichi Tazawa des Red Sox de Boston le 660e circuit de sa carrière pour rejoindre Willie Mays au 4e rang de l'histoire[25].
- 7 mai : Alex Rodriguez dépasse Willie Mays avec le 661e circuit de sa carrière, réussi contre les Orioles de Baltimore[26].
- 10 mai : Michael Pineda des Yankees amasse 16 retraits sur des prises en 7 manches face aux Orioles de Baltimore, deux de moins que le record de franchise[27].

### Juin
- 19 juin : Alex Rodriguez des Yankees réussit contre Justin Verlander des Tigers de Détroit le 3 000e coup sûr de sa carrière, devenant à l'âge de 40 ans le 29e joueur de l'histoire à atteindre ce total dans les majeures[28].

### Octobre
- 1er octobre : Les Yankees concrétisent leur retour en séries éliminatoires après une absence de deux ans lorsqu'ils s'assurent d'une place de meilleur deuxième en triomphant de Boston[29]. Cette victoire permet aux Yankees de devenir la première équipe de la Ligue américaine[30] à gagner 10 000 matchs dans son histoire (depuis 1903)[31].

## Affiliations en ligues mineures
| Niveau            | Équipe                              | Ligue                   |
| ----------------- | ----------------------------------- | ----------------------- |
| AAA               | RailRiders de Scranton/Wilkes-Barre | Ligue internationale    |
| AA                | Thunder de Trenton                  | Eastern League          |
| A-Advanced        | Yankees de Tampa                    | Florida State League    |
| A                 | RiverDogs de Charleston             | South Atlantic League   |
| A (saison courte) | Yankees de Staten Island            | New York - Penn League  |
| Ligue des recrues | Yankees de Pulaski                  | Appalachian League      |
| Ligue des recrues | GCL Yankees                         | Gulf Coast League       |
| Ligue des recrues | DSL Yankees 1                       | Dominican Summer League |
| Ligue des recrues | DSL Yankees 2                       | Dominican Summer League |